# Campeonato Paulista
Campeonato Paulista är distriktsmästerskapet i fotboll i São Paulo i Brasilien. Mästerskapet har spelats sedan 1902 och per 2011 är Corinthians de mesta mästarna med 26 ligatitlar.